# Olbramovický tunel
Olbramovický tunel je železniční tunel na katastrálním území Olbramovice na úseku železniční trati Praha – České Budějovice mezi zastávkami Olbramovice a Votice v km 118,190–118,670.

## Historie
V období srpen 2009 až prosinec 2013 byla provedena modernizace železniční trati v úseku Votice – Benešov u Prahy. Modernizace byla provedena v rámci optimalizace Čtvrtého tranzitního koridoru. V rámci projektu byla postavena místo jednokolejné trati dvoukolejná a rychlost byla zvýšena až na 160 km/h. Součástí stavby byly rozsáhlé přeložky trati a dále např. výstavba tří nových železničních mostů, rekonstrukce a sanace 17 mostů, postavení dvou nových silničních mostů či pěti nových dvoukolejných tunelů.
Generální projektant SUDOP Praha a. s., dodavatelé Sdružení VoBen, Eurovia CS, Subterra a. s., Viamont DSP, a. s.
Stavba byla zahájena 1. listopadu 2009 hloubením připortálového výjezdního úseku. Ražba Olbramického tunelu byla zahájena 10. listopadu 2010 firmou Subtera. Dne 30. listopadu 2011 projel tunelem první vlak. Zprovoznění tunelů bylo provedeno v srpnu 2012.

## Geologie
Tunely Olbramovický, Votický, Tomický I a II se nachází v Jihočeské vysočině, geomorfologické soustavě tvořené paleozoickými, hlubinnými a žilnými vyvřelinami. Z horninových typů jsou zastoupeny převážně drobnozrné žilnaté granity a aplity a v části území porfyrické, středně zrnité, amfibol-biotitické žuly typu Čertova břemene a  porfyrické, středně zrnité biotitické žuly s amfibolitem sedlčanského  typu.
Ražba probíhala ve zvětralých a tektonicky porušených rulách. Střídání poloh granitu, biotitických rul a grafitických břidlic o různém stupni zvětrání i tektonického porušení bylo charakteristické pro celou ražbu tunelu. Potíže štěrkovitého rozpadu a vypadávání horniny z čelby a přístropí omezily postup v záběrech jeden až jeden a půl metru. Výška nadloží se pohybovala od 6 m do 20 m. Tunel leží v nadmořské výšce 470 m a je dlouhý 480 m.

## Popis
Dvoukolejný tunel byl postaven ve směrovém oblouku o poloměru 1200 m a sklonu 10,5 ‰ pro železniční trať Praha – České Budějovice mezi stanicemi Olbramovice a Votice v roce 2010. Nachází se asi 100 m od Votického tunelu. Z celkové délky 480 m byla metodou NRTM ražena část dlouhá 360 m, u portálů byl tunel stavěn v hlubokých zářezech o délce 60 a 60 m v silně zvětralých granitoidech. Betonáž byla prováděna pomocí bednicího vozu v záběru 12 m. Primární ostění v tloušťce 200 až 250 mm tvořil stříkaný beton s výztuží z ocelových příhradových rámů, výztužné sítě, lepené kotvy a hydraulicky upínané svorníky. Sekundární ostění v ražené části je z monolitického železobetonu o tloušťce 350 mm. U portálů je zesílení sekundárního ostění provedeno výztuží. Tloušťka ostění v hloubené části tunelu ve vrcholu klenby je 600 mm a směrem k opěří se zvětšuje na více než jeden metr. Hydroizolace v ražené části je zajištěna dvoumilimetrovou fólií PVC. Hloubené úseky jsou provedeny z betonu, který je odolný proti průsakům vody. Vytěžená hornina byla použita k výstavbě náspu v Heřmaničkách.
Mezi Olbramovickým a Votickým tunelem je umístěna zapanelovaná nástupní plocha pro jednotky IZS. Pod plochou je umístěna podzemní požární nádrž pro zavodnění suchovodů v tunelech.